# 彼得·史超伯
彼得·法蘭西斯·史超伯（Peter Francis Straub，1943年3月2日—2022年9月4日）是美國著名恐怖小說作家，憑藉其小說，他多次獲得史鐸克獎，一個專為黑暗奇幻而設的文學獎項，另外他在2010年與泰瑞·普萊契及布萊恩·拉姆利共同瓜分讓年世界奇幻獎的終身成就獎。值得一提的是，彼得與斯蒂芬·金關係密切，兩人曾合者《魔符》及《黑屋》兩部小說。